# منتخب الصين لكرة القدم الشاطئية
منتخب الصين لكرة القدم الشاطئية (بالصينية: 中国国家沙滩足球队) ، هي منتخب وطني لكرة القدم الشاطئية في الصين.

## وصلات خارجية
- Chinese Football Association Official Website (بالصينية)
- Team China Official Website (بالصينية)
- Profile on الاتحاد الدولي لكرة القدم
- Profile في الاتحاد الآسيوي لكرة القدم